# Universidad Estatal de Cultura y Arte de Azerbaiyán
La Universidad Estatal de Cultura y Arte de Azerbaiyán (en azerí: Azərbaycan Dövlət Mədəniyyət və İncəsənət Universiteti) es una institución de educación superior y principal universidad pública de Bakú.

## Historia de la universidad
La universidad fue fundada en 1923 bajo el nombre de Instituto de Teatro. En 1954 llevó el nombre de famoso actor de Azerbaiyán, Mirzaagha Aliyev.
En 1968 el Instituto de Teatro fue renombrado como la Universidad Estatal de Cultura y Arte de Azerbaiyán. En 2000 fue creada la Academia Estatal de Artes de Azerbaiyán sobre la base de las facultades de arte de la Universidad Estatal de Cultura y Arte de Azerbaiyán.
Actualmente la universidad cuenta con 5 facultades y 25 departamentos, teatro y club educativo. En la universidad fue adoptado el sistema de dos ciclos: bachillerato (4 años), maestría (2 años).

## Facultades
- Facultad de Estudios Culturales
- Facultad de Arte Musical
- Facultad de Teatro
- Facultad de Arte
- Facultad de Cine y Televisión

## Graduados famosos
- Mansum Ibrahimov
- Adil Isgandarov
- Arif Babayev
- Hasanagha Turabov
- Rahib Aliyev
- Ali Hasanov[2]
- Arif Aziz,[3] etc.